# Barbacenia lymansmithii
Barbacenia lymansmithii är en enhjärtbladig växtart som beskrevs av Mello-silva och Nanuza Luiza de Menezes. Barbacenia lymansmithii ingår i släktet Barbacenia och familjen Velloziaceae. Inga underarter finns listade.